# Здравоохранение в Азербайджане

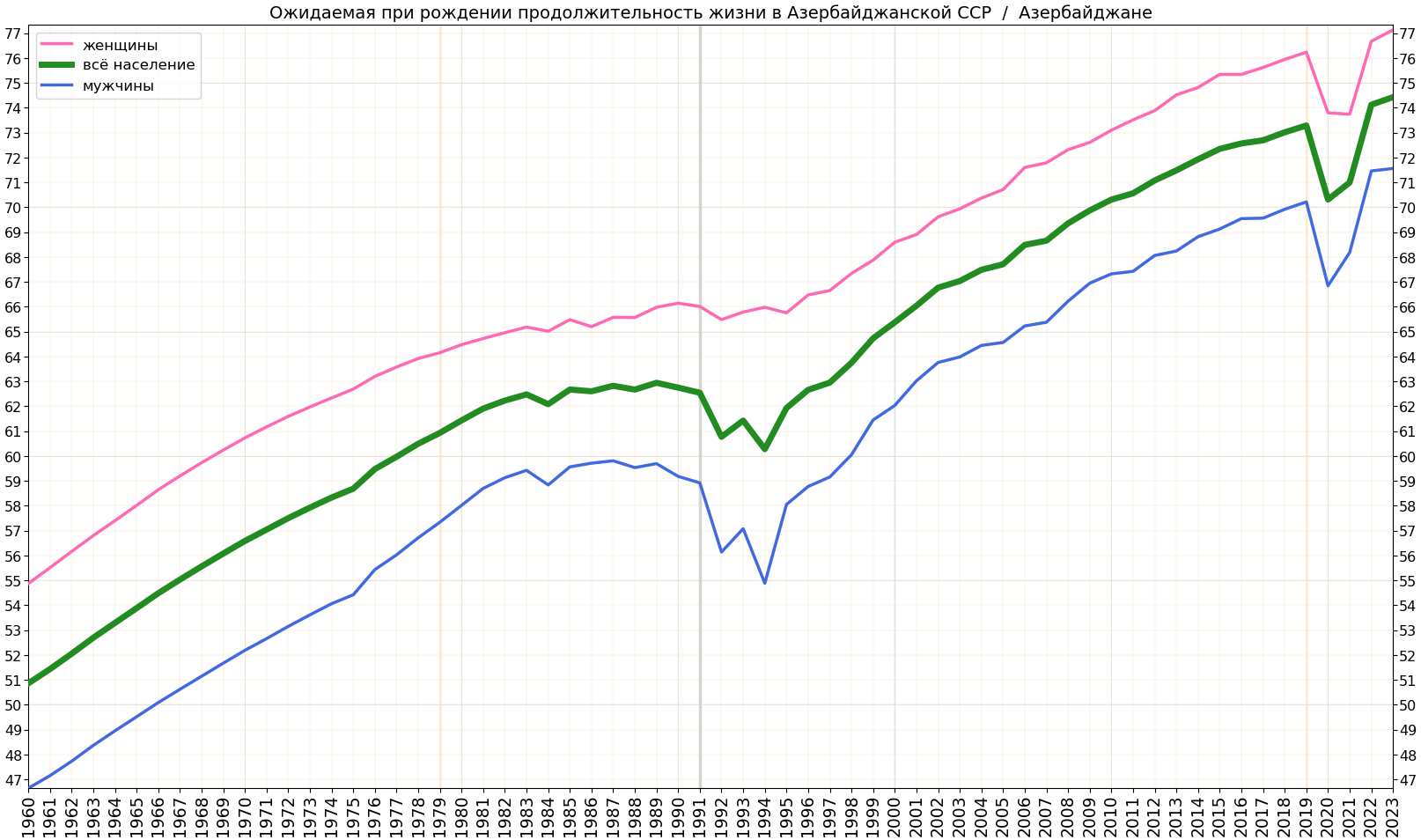
Ожидаемая продолжительность жизни в Азербайджане

Система здравоохранения Азербайджана — система здравоохранения, в состав которой входят соответствующие органы исполнительной власти Азербайджана, лечебно-профилактические, научно-исследовательские, учебные, фармацевтические и санитарно-профилактические учреждения государственного подчинения, а также предприятия, занимающиеся материально-техническим снабжением, производящие медицинскую технику и лекарственные препараты, санитарно-эпидемиологическая служба, судебно-медицинская экспертиза.

## История становления системы здравоохранения

### В составе Российской империи
Действовали госпитали Бакинского нефтяного общества в Балаханах, Сураханы, Черном городе, Сабунчинская, Михайловская больницы.
В период Первой мировой войны в Баку было открыто 19 лазаретов для лечения больных и раненых с фронта. Главным врачом лазаретов был назначен Слоневский С.И., заведующий медико-санитарного бюро Бакинской городской управы.
Лазарет №19 являлся противоинфекционным. В нём осуществлялось лечение больных брюшным тифом, холерой, иными инфекционными заболеваниями. По окончании войны лазарет №19 продолжил функционирование, и был преобразован в больницу им. М. Нагиева, в настоящее время функционирующую как Городская больница №1 г. Баку.
Действовало общество врачей г. Баку.
На 1914 год количество врачей в Баку составляло 235. 55,3 % из них являлись частнопрактикующими или врачами частных лечебниц. Заработная плата врача составляла 200 — 250 рублей в месяц.
Для предотвращения инфекционных заболеваний действовала городская дезинфекционная станция.

### Период Азербайджанской ССР
Система советского здравоохранения распространялась на все союзные республики, что обусловило такие черты советского здравоохранения как: общедоступность, бесплатность, всеобщий контроль государства (Союза).
Несмотря на определенные положительные результаты введения такой системы, в Азербайджанской Советской Социалистической Республике начали складываться серьезные проблемы, например: недостаток финансирования системы здравоохранения, исключительно экстенсивное развитие системы (закупка кроватей, увеличение количества медицинских работников), отставание интенсивного развития медицины.
Из-за всеобъемлющей диктатуры Союза во всех отраслях промышленности участие общественности в системе сводилось к нулю, что привело к застою системы общественного здравоохранения. Всеобщая медицинская помощь, которая была так необходима населению, в конечном итоге привела к катастрофичному недостатку ресурсов и кризису.

### Современный период

Первая операция на сердце по устранению аритмии в Азербайджане

После обретения Азербайджаном государственной независимости начался новый этап развития медицины. Для регулирования деятельности системы здравоохранения были приняты более 10 законов.
В стране разработан национальный план по борьбе с такими заболеваниями, как СПИД, туберкулёз.
В 2001 году было подписано распоряжение об учреждении 17 июня днём работников здравоохранения.
В 2004 году основана Азербайджанская ассоциация историков медицины, которая была принята в 2005 году в состав Международного общества истории медицины.
1 — 2 февраля 2005 года в Баку состоялась Первая национальная конференция ассоциации.
В ноябре 2009 года в Азербайджане местными докторами была проведена первая операция на сердце по устранению аритмии.
За последние несколько лет[уточнить] были сданы в эксплуатацию снабжённые передовой медицинской аппаратурой 43 новые больницы и лечебно-диагностических центра, 46 амбулаторных поликлиник, 4 восстановительных центра для инвалидов и 12 центров диагностики и здоровья.
В связи с развитием медицины в стране улучшились показатели продолжительности жизни и рождаемости.
Объем средств, выделенных системе здравоохранения из государственного бюджета в Азербайджане по сравнению с 2003 годом увеличился в 11 раз. На основе этого роста было создано и обновлено до 500 медицинских учреждений.
Улучшено обеспечение медикаментами пациентов, лечащихся в стационарных медицинских учреждениях.
Уровень занятости больничных коек с 2002 по 2012 год увеличился в три раза. Количество обращений в амбулаторные клиники увеличилось на 65%.
В декабре 2012 года Министерством здравоохранения под лозунгом «За здоровую жизнь» проведены ряд мероприятий. В них участвовали бригады исследовательских институтов, ведущих медицинских учреждений. Медицинским учреждениям, которые проводят профилактические осмотры, были предоставлены необходимое оборудование и реагенты.
Исследованиями были охвачены все города и районы республики. В течение «месяца здоровья» в 2012 году было обследовано около 3 миллионов человек.
В Научном центре хирургии им. академика М. Топчибашева приступили к выполнению операций на открытом сердце[когда?]. В Центре для взрослых и детей проведено около 700 операций[когда?]. В Республиканском клиническом урологическом госпитале им. академика М. Джавадзаде приступили к операциям по трансплантации почек[когда?]. Для лечения пациентов с хронической почечной недостаточностью в регионах страны ежегодно открываются новые центры диализа.
В 2023 году зафиксирована вспышка кори. За период с января по ноябрь наблюдалось 1 493 случая в отличие от одного случая, зафиксированного в 2022 году.
В 2023 году расходы на здравоохранение составили 664 маната на душу населения. К ним относятся отчисления из государственного бюджета, страхование и расходы на оплачиваемые услуги. Общая сумма оплаченных медицинских услуг населением составила 3,74 миллиарда манат. Розничные продажи лекарств составили 1,15 млрд манат.
С 13 по 14 июня 2025 года в Баку проведён Первый Конгресс онкологов стран-членов Организации тюркских государств. В конгрессе приняли участие специалисты из 10 стран мира.
Компанией «Р-Фарм» на базе собственного завода создаётся центр биотехнологических разработок в Азербайджане. Центр будет являться научно-исследовательским центром.

## Общая характеристика
Начиная с 1 февраля 2008 года финансируемые государством медицинские учреждения оказывают населению бесплатную медицинскую помощь.
С 60 до 166 увеличен перечень наиболее важных медикаментов и медицинских принадлежностей.
14 мая 2010 года в целях формирования и применения единой информационной среды в области здравоохранения создан Центр информирования о состоянии здоровья.

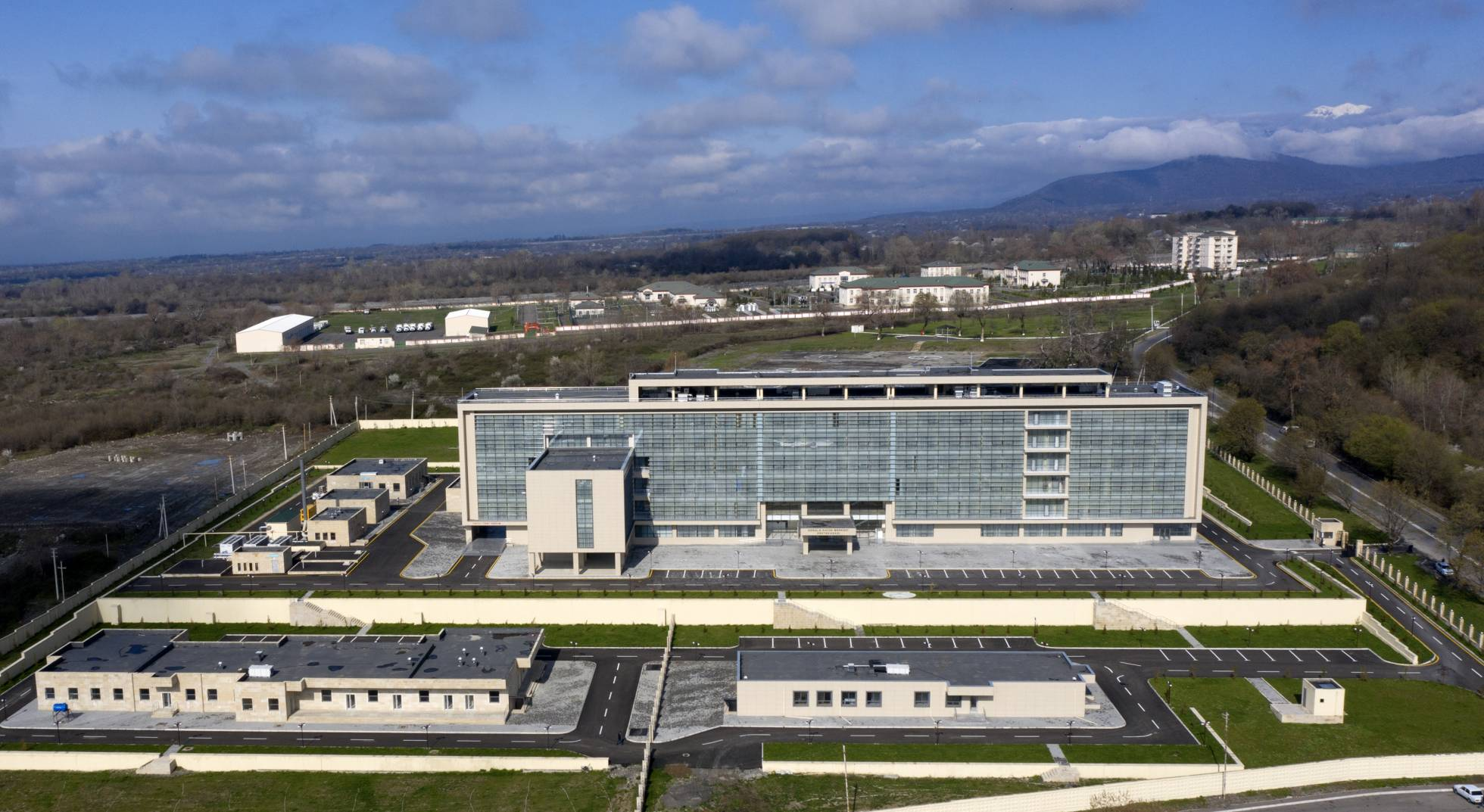
Габалинская районная центральная больница 2024

Подготовка врачей в стране осуществляется по принятому в системах медицинского образования большинства стран мира порядку через ординатуру.
В рамках государственной программы «Электронный Азербайджан» запущена «Электронная карта здоровья гражданина».
Насчитывается около 10 регистраторов различных заболеваний, единого реестра кадров, электронной системы эпидемиологического надзора за инфекционными заболеваниями, оборота наркотиков, диспетчерской службы неотложной медицинской станции и в других сферах используются электронные приложения.
На официальном сайте Министерства действует раздел «Электронные услуги». В электронном виде оказываются 11 услуг. Планируется перевод 38 услуг в электронный формат.
В 2013 году в Баку введен в эксплуатацию 14-этажный медицинский центр Азербайджанского медицинского университета. Помимо обучения в клинике на 500 мест при центре населению предоставляется диагностическая и хирургическая помощь. Клиника оснащена современными медицинскими принадлежностями, отвечающими требованиям международной медицины.
С 2007 года в государственных медицинских учреждениях помощь оказывается бесплатно.
С 2004 года дети-диабетики бесплатно обеспечиваются лекарствами.
Создан оснащенный всем необходимым оборудованием центр талассемии.
Для получения сеансов гемодиализа за государственный счёт пациентами, страдающими почечной недостаточностью, построены и сданы в эксплуатацию 14 центров гемодиализа.
На июнь 2023 года в медицинских учреждениях, подведомственных Объединению по управлению медицинскими территориальными подразделениями, работают 94 084 чел. Из них 53 389 чел. составляет медицинский персонал.
С целью обсуждения современных методов лечения и применения их на практике проводятся конференции врачей из Баку и регионов на различные темы.

## Организационная система здравоохранения
Основными органами по управлению здравоохранением являются:
- Министерство Здравоохранения, которое занимается обеспечением медицинской помощи населению, разработкой и реализацией государственных программ здравоохранения, профилактикой опасных заболеваний в стране. В структуру Министерства здравоохранения входят Главные Управления Здравоохранения г. Баку, г. Гянджа, г. Сумгаит.
- Объединение по управлению медицинскими территориальными подразделениями управляет медицинскими учреждениями страны, кроме учреждений, оставленных в подчинении Министерства здравоохранения
- Государственное агентство по обязательному медицинскому страхованию

Действует Ассоциация частных медицинских учреждений Азербайджана.

## Обязательное медицинское страхование
28 октября 1999 года принят закон об обязательном медицинском страховании (ОМС). С 29 ноября 2016 года на территории городов Мингечевир, Евлах и Агдаш началось внедрение пилотного проекта обязательного медицинского страхования. C 1 апреля 2021 года обязательное медицинское страхование распространено на территорию всей страны.
На август 2023 года в пакет медицинских услуг, покрываемых обязательным медицинским страхованием, включено 3 344 медицинские услуги, в том числе медицинские операции.
С декабря 2024 года аптечные организации получили право участвовать в системе медицинского страхования. Для этого с ними заключается договор. Застрахованный по своему желанию выбирает аптечную организацию из числа участвующих в системе страхования.
С декабря 2024 года также за счёт медицинского страхования предоставляются лекарства для амбулаторного лечения. Отпуск лекарственных средств аптечными организациями осуществляется только на основе рецепта, зарегистрированного в базе данных ОМС.
Создан Фонд обязательного медицинского страхования. На ноябрь 2023 года активы фонда составляют 2,8 млрд манат.
Действует Государственное агентство по обязательному медицинскому страхованию Азербайджана.
На 2025 год основная часть средств Фонда расходуется лечение на заболеваний кровеносной (21 % средств, в том числе лечение гипертонии, ишемической болезни сердца, сердечных приступов, сердечной недостаточности), пищеварительной (8 % средств) и костно-мышечной систем и соединительной ткани (8 % средств).
42 % от общего количества обращений к врачу, покрываемых обязательным медицинским страхованием, производится в Баку, 9 % — Сумгаите, 7 % — Гяндже.

## Отдельные виды заболеваний

### Талассемия
На февраль 2018 года в Азербайджане официально насчитывалось 1 500 больных талассемией. Действует Федерация талассемии Азербайджана.

### ВИЧ-инфекция
Действует Республиканский центр борьбы со СПИДом.
За 11 месяцев 2023 года количество заразившихся ВИЧ-инфекцией составило 792 человека.

### Травматология и ортопедия
Действует Научно-исследовательский институт травматологии и ортопедии Азербайджана и Азербайджанское ортопедическое общество.

### Кардиология
Действует Азербайджанское общество кардиологов. Общество является членом Европейского общества кардиологов. Обществом издаётся Азербайджанский журнал кардиологии.

### Наркомания
По состоянию на 31 декабря 2023 года на диспансерном учёте по причине наркозависимости состояло 36 659 человек. Из них 802 женщины. У 20 246 человек наблюдаются расстройства в результате приема опиоидов, 7 955 человек — каннабиноидов, 8 458 человек — одновременно нескольких наркотических средств.

### Педиатрия
В апреле 2024 года создан Республиканский педиатрический центр.
Действует НИИ педиатрии им. К. Фараджевой.

### Корь
С 2023 года зафиксирована вспышка кори. За период с января по ноябрь 2023 года зафиксировано 1 493 случая, в отличие от одного случая, зафиксированного в 2022 году. С апреля 2023 года по март 2024 года зафиксировано 28 855 заболевших. Это является вторым показателем в Европе на март 2024 года.

### Сахарный диабет
В 2023 году в Азербайджане было 320 000 больных сахарным диабетом. Из них у 30 000 был выявлен инсулинозависимый диабет.
На август 2024 года в Азербайджане зарегистрировано более 300 000 больных сахарным диабетом. В 2019 году число больных сахарным диабетом 2-го типа составило 224 000 чел. К 2023 году это число увеличилось до 291 000 чел.

### Офтальмология
С 1946 года действовал НИИ глазных болезней. Позднее НИИ был преобразован в Национальный центр офтальмологии имени академика Зарифы Алиевой. С 2005 года в центре действует мобильная клиника, с 2018 года — мобильная железнодорожная выездная клиника.

### Аутизм
На апрель 2025 года в Азербайджане более 5 000 человек, имеющих инвалидность в связи с аутизмом. Им оказывается помощь в реабилитационных центрах при Агентстве медико-социальной экспертизы Министерства труда и социальной защиты Азербайджана.

## Донорство

### Донорство крови
Действует Центральный Банк крови. Образцы взятой у доноров крови проверяются на ВИЧ, гепатиты В и С, сифилис. В день из Центрального банка крови отпускаются 150-200 единиц компонентов крови (эритроцитная масса и свежая плазма).
В 2015 году всего по республике сдали кровь 75 184 донора. Было собрано 36 598 мл крови.

## COVID-19
27 февраля 2020 года при Кабинете министров Азербайджана создан Оперативный штаб по предотвращению распространения коронавируса. В тот же день были развернуты специальные лаборатории, а на границе с Ираном - размещены мобильные госпитали.
Первый случай заражения в Азербайджане зарегистрирован 28 февраля 2020 года. С 19 марта 2020 года функционирует официальный сайт о COVID-19, информирующий о текущем состоянии дел в стране по борьбе с коронавирусом.
28 марта 2020 года состоялось открытие медицинского учреждения «Yeni клиника» в Баку, где временно, с 29 марта 2020 года проходили лечение больные, заразившиеся коронавирусом с тяжелыми симптомами. Это медицинское учреждение, в котором работали более 1500 врачей и членов медицинского персонала, было рассчитано на 575 коек.

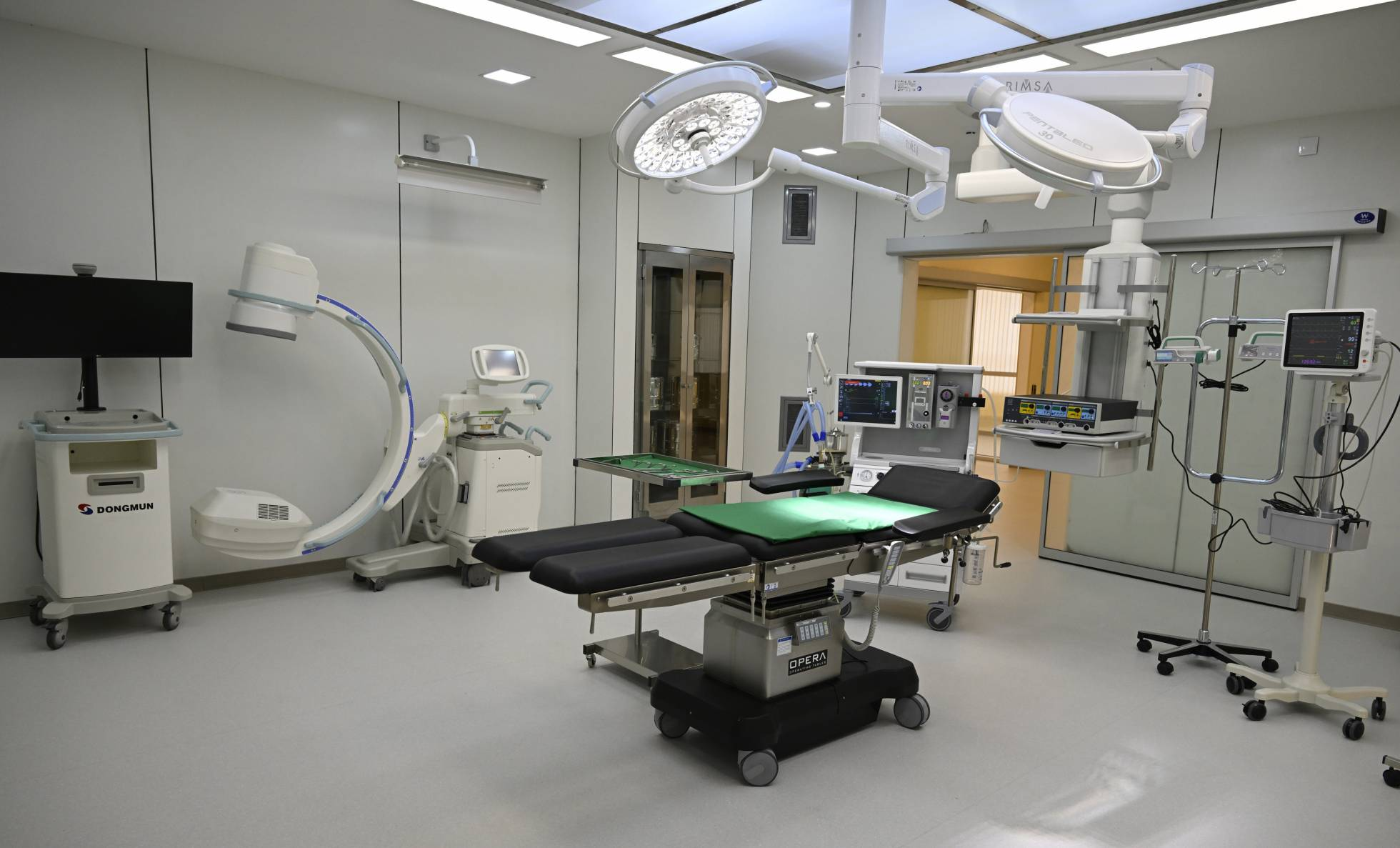
Габалинская районная центральная больница 2024

7 мая 2020 года в Баку открыли первый больничный комплекс модульного типа вместимостью 100 палат и 200 коек. Строительство и монтаж модульной больницы длилось три недели.

## Инфраструктура
Основное количество медицинского оборудования и инструментов больниц составляют оборудование и инструменты турецкого производства.

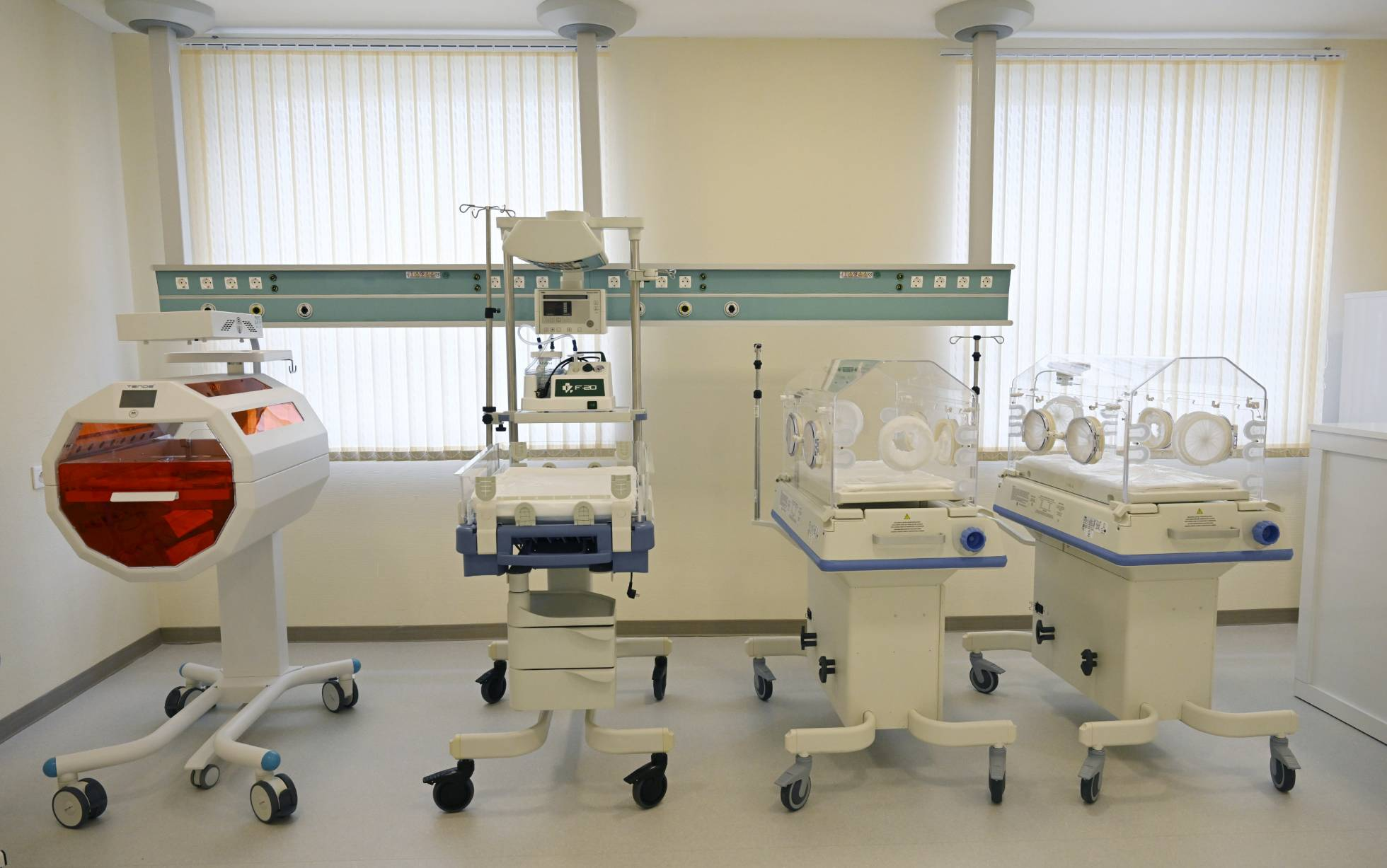
Габалинская районная центральная больница 2024

На декабрь 2022 года действующие в стране медицинские учреждения, станции скорой и неотложной медицинской помощи обеспечены 909 автомобилями медицинской помощи. Планируется увеличение этого числа до 1 487.

## Обеспечение лекарственными средствами
На 2023 год 90 % лекарственных средств импортируется.
Импортируется более 1 000 наименований лекарств средств производства Турции.

Планируется открытие совместно с Турцией фармацевтического завода.

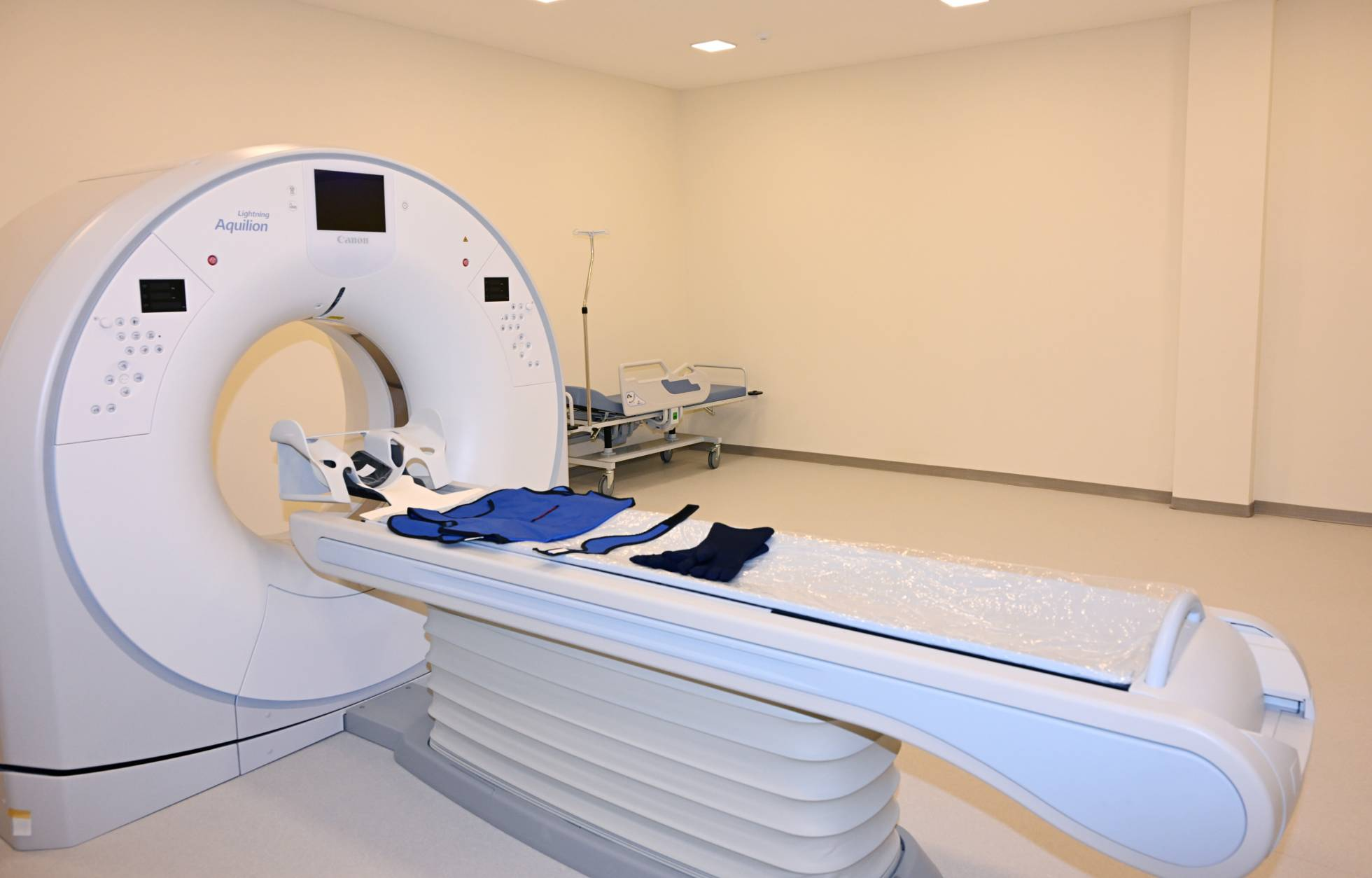
Габалинская районная центральная больница 2024

15 августа 2023 года введён запрет на продажу лекарственных средств, не внесённых в государственный реестр.
Компанией «Р-Фарм» в Пираллахинском промышленном парке в 2019 году построен фармацевтический завод. Завод производит лекарственные средства для лечения сахарного диабета. С 2025 года российской компанией «Герофарм» на заводе «Р-Фарм» планируется начало производства в Азербайджане инсулина трёх видов: РинГлар (инсулин гларгин), РинФаст (инсулин аспарт), РинФаст Микс (инсулин аспарт двухфазный). На август 2024 года инсулин в стране полностью импортируется.

## Цифровизация
В 2023 году внедрена информационная система «Электронный эпикриз», включающая единый реестр выписок из историй болезни граждан.
С ноября 2023 года Министерством начато внедрение системы «Электронный рецепт», посредством которой врачи выписывают рецепты в электронном виде. Рецепты выписываются в электронном виде государственными и частными медицинскими организациями. Выписанные электронные рецепты регистрируются. Доступна история выписанных рецептов в отношении каждого пациента. С 1 мая 2024 года запущена платформа «Электронный рецепт».
Внедряется электронная система мониторинга и слежения за движением лекарственных препаратов.

## Лечебные курорты
Нафталан - месторождение лечебной нафталановой нефти, исцеляющая сила которой известна с древних времен.
Курорт  расположен в 50 км от города Гянджа , второго по величине города в Азербайджане. Функционирует с 1926 года. Курорт Нафталан обеспечивает лечение свыше 70-ти заболеваний с помощью лечебных нафталановых ванн по усовершенствованным методикам.

## Азербайджан и ВОЗ
Азербайджан стал членом ВОЗ в 1992 году. В июне 2004 года открыто представительство ВОЗ в Азербайджане. Азербайджанское представительство ВОЗ работает в том числе по направлениям ВИЧ/СПИД, туберкулёз, малярия,  птичий грипп,  вакцинация, иммунизация, обеспечение соответствия международным санитарным правилам учреждений здравоохранения.

## Финансирование
Подавляющий объем финансирования (около 90 %) исходит от государственных отчислений, лишь 1 % приходится на самофинансирование. Остальные же 9 % покрываются международными спонсорами. Так, свой вклад в развитие системы здравоохранения вносят международные организации: ЮНИСЕФ, УВКБ ООН и различные общественные организации. Помогают они как материально, так и при помощи образовательных программ.
Более того, ЮНИСЕФ совместно с Министерством Здравоохранения провел исследование под названием «Study of Health Care Demand, Attitudes towards Paid Health Care, Health Care Expenditures in Kuba District». На основе выявленных проблем в области здравоохранения был выработан план дальнейших действий для развития данной сферы. «The Kuba Project» предполагает: рационализацию системы, объединение специализированных клиник и многопрофильных больниц, сотрудничество государства и общественности в сфере здравоохранения при контролирующей и решающей роли государства.
Участие общественности будет производиться через специальные институты: «Health Councils»(Советы Здоровья), «Health Committees» (Комитеты Здоровья) и «District Health Advisory Boards» (окружные совещательные правления). Заниматься такие организации будут координированием мероприятий по здравоохранению; выявлением и решением местных проблем, связанных со здоровьем населения; помощью медицинским работникам.

## Реформирование

### Задачи реформирования
Давно назревшие проблемы в сфере здравоохранения требуют определенных действий. Власти Азербайджана выработали определенный план действий, задачами которого являются: сокращение младенческой смертности, оживление системы здравоохранения, улучшение общего состояния здоровья населения благодаря повышению качества оказания медицинских услуг и привлечению населения к участию в развитии системы здравоохранения.
Проведение программы в жизнь предполагается начать с пробных изменений в отдельном районе, а потом уже продолжить до распространения программы по всей стране.

### Документальное закрепление
Правовой основой проведения реформы стал указ Президента 1998, а также множество законов правительства, связанных с фармацевтической деятельностью, защитой здоровья населения, трансплантацией человеческих органов, медицинским страхованием и многих других.

### Участие политических институтов в реформировании системы здравоохранения
Первая партия необходимых лекарств и оборудования была получена в дар от ЮНИСЕФ. Министерство Здравоохранения в свою очередь подготовила директивы о необходимых препаратах и обучении докторов. Именно Министерство Здравоохранения ответственно за проведение всех реформ в области здравоохранения: оно инициирует законодательные изменения в данной области, обеспечивает проведение реформ и контролирует соблюдение требований.
План преобразований также предполагает активное участие местных сообществ через Советы, Комитеты Здоровья и Окружные Совещательные правления.

### Участие международных организаций
ЮНИСЕФ совместно с Министерством Здравоохранения Азербайджана разработан проект оживления системы здравоохранения. ЮНИСЕФ обеспечивает административную поддержку, обучение, помощь с покупкой оборудования, лекарственных средств и транспорта.

## Статистика
| Год                                                               | 2018 | 2019 | 2020 |
| Общая численность врачей (тыс. чел.)                              | 31.9 | 32.5 | 31.8 |
| Количество работников среднего медицинского персонала (тыс. чел.) | 52.8 | 54.0 | 55.7 |
| Количество больниц                                                | 566  | 563  | 570  |
| Количество больничных коек (тыс.)                                 | 44.1 | 44.0 | 44.3 |
| Число амбулаторно-поликлинических учреждений                      | 1737 | 1741 | 1726 |

За период с 2015г. по 2019г. высшими учебными заведениями Азербайджана в год подготавливалось в среднем 1 228 специалистов по медицинским специальностям, средними специальными учебными заведениями - 1 801 чел. в год.

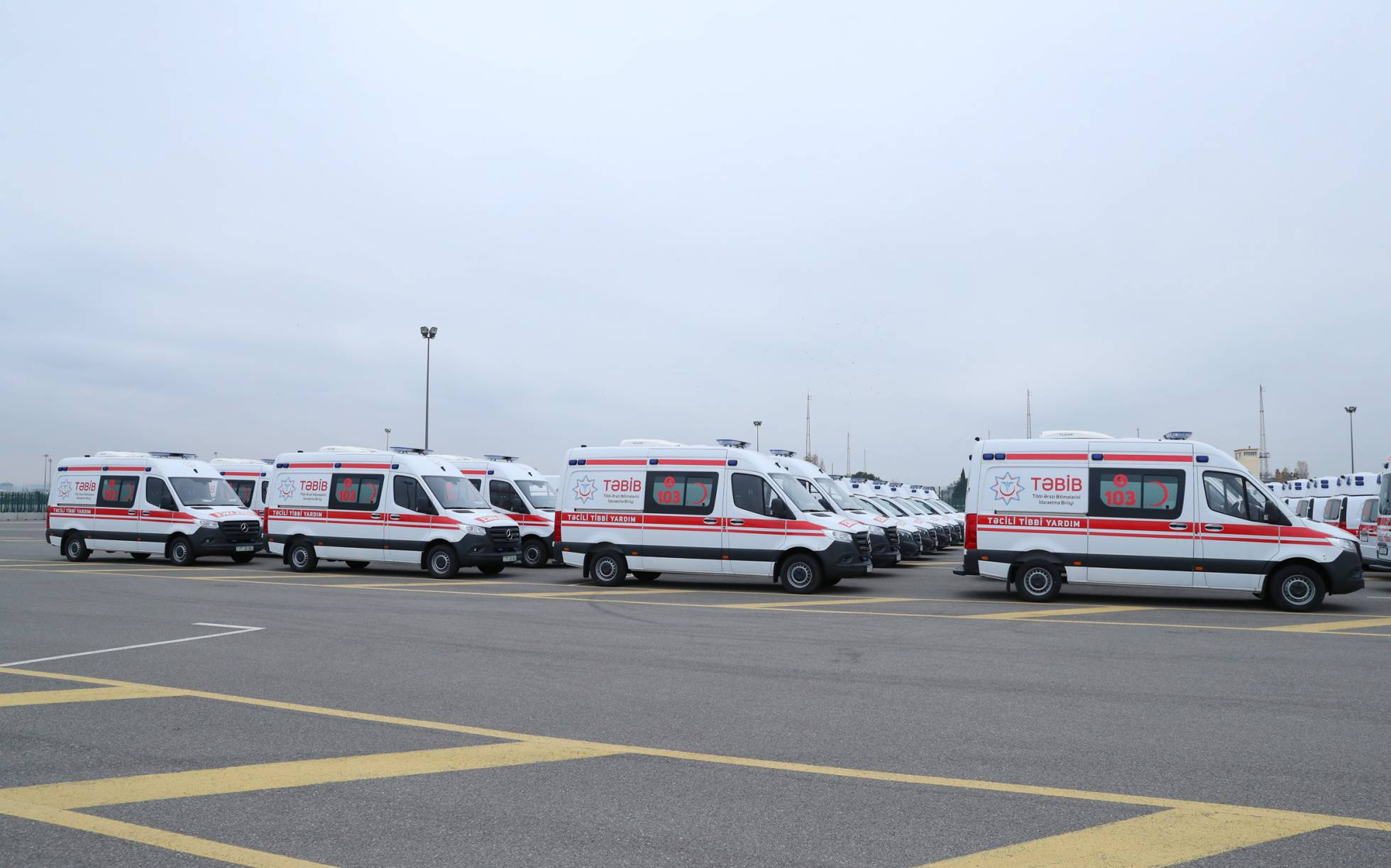
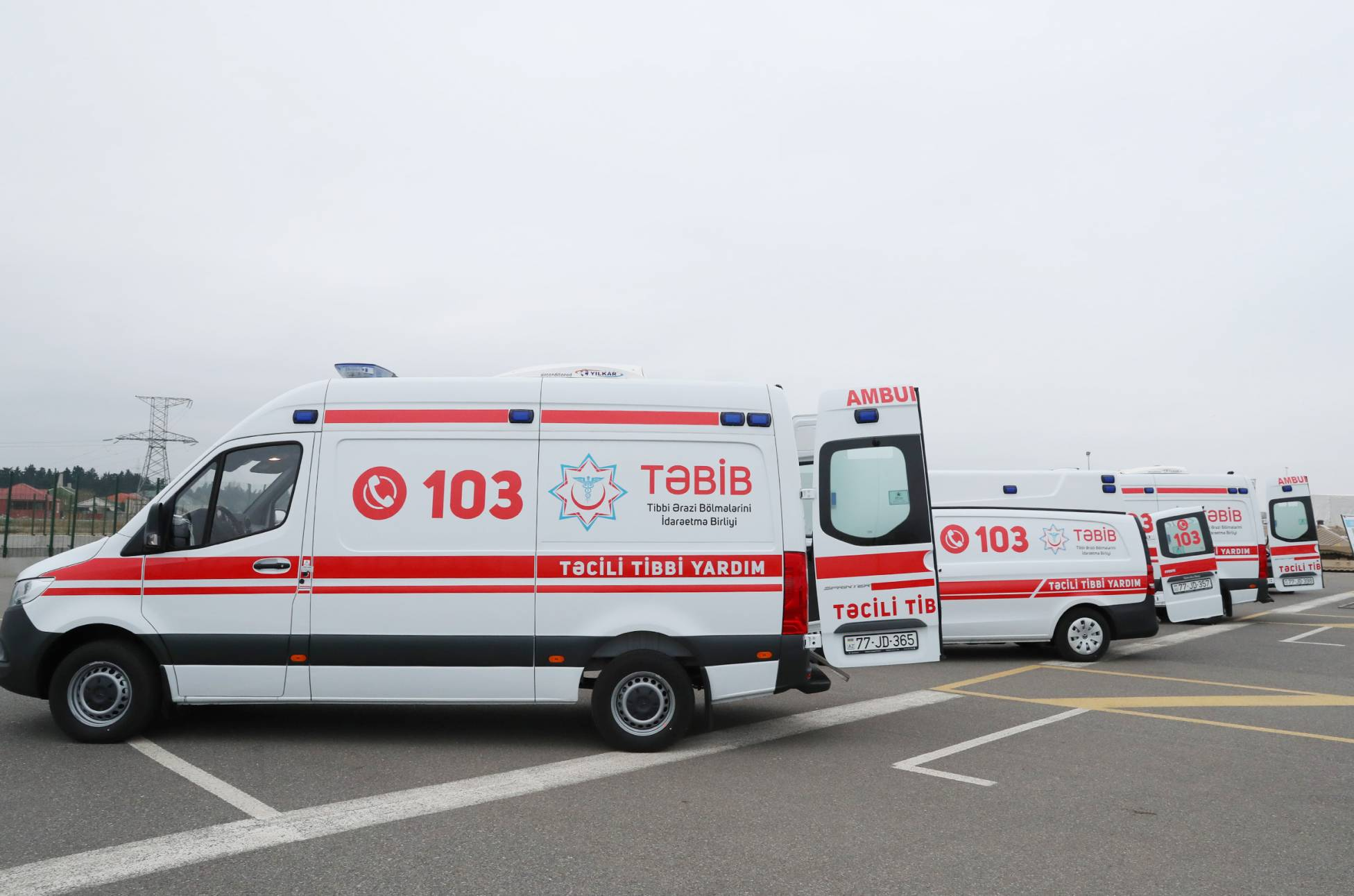